# Кручень (Арад)
Кручень, Кручені (рум. Cruceni) — село у повіті Арад в Румунії. Входить до складу комуни Шагу.
Село розташоване на відстані 414 км на північний захід від Бухареста, 10 км на південь від Арада, 35 км на північ від Тімішоари.

## Населення
За даними перепису населення 2002 року у селі проживала 621 особа.
Національний склад населення села:
| Національність | Кількість осіб | Відсоток |
| -------------- | -------------- | -------- |
| румуни         | 597            | 96,1%    |
| угорці         | 9              | 1,4%     |
| словаки        | 9              | 1,4%     |

Рідною мовою назвали:
| Мова      | Кількість осіб | Відсоток |
| --------- | -------------- | -------- |
| румунська | 601            | 96,8%    |
| угорська  | 8              | 1,3%     |
| словацька | 8              | 1,3%     |